# Ivan Afanas'evič Kuščevskij
Ivan Afanas'evič Kuščevskij in russo Иван Афанасьевич Кущевский? (Barnaul, 1847 – San Pietroburgo, 1876) è stato uno scrittore russo.
Alcolista, fu autore del fortunato romanzo Nikolaj Negorev o il russo fortunato (1871), umoristica descrizione della carriera di un impiegato russo.